# Rodolfo Pallucchini
Rodolfo Pallucchini (Milán, 10 de noviembre de 1908 - Venecia, 8 de abril de 1989) fue un historiador del Arte y académico italiano.  Pallucchini fue probablemente el especialista más importante en la Escuela veneciana de Pintura en todo el siglo XX.                                                                         

## Biografía
Nacido en Milán en 1908, era hijo de un ingeniero civil quien, en 1925, se trasladó con su familia a Venecia. Rodolfo siguió sus estudios universitarios en la cercana Padua, graduándose en Historia del arte en 1931. Obtuvo la Laurea de Letras con una tesis, publicada tres años más tarde, centrada en la figura de Giovanni Battista Piazzetta y su escuela. Entre sus colegas y amigos personales figuraron los historiadores del arte y académicos Giulio Carlo Argan, Lionello Venturi y Carlo Ludovico Ragghianti. Rodolfo Palucchini murió en Venecia, en 1989.

### Carrera
En 1935 fue nombrado inspector de Antigüedades y Bellas artes de la Galería Estense de Módena, donde en 1939 obtuvo el cargo de director. En 1937 comenzó su carrera académica, que le llevó a ocupar el cargo de catedrático de universidad, de Historia del Arte medieval y Arte moderno en varias universidades italianas.
En 1939 fue nombrado superintendente para museos venecianos, y ocupó la dirección de Bellas Artes de la Municipalidad de Venecia desde 1939 hasta 1950. Organizó diversas exposiciones, como la dedicada a Paolo Veronese (Ca' Giustinian,1939), a los grabadores venecianos de Settecento (1941), a las obras maestras de los museos venecianos (museo Correr, 1946), o a Giovanni Bellini (1949). En 1945 estuvo a cargo de la exposición Cinque secoli di pittura veneta, en las procuradurías nuevas de Venecia, considerado un modelo para las exposiciones subsecuentes del "reconocimiento regional" organizadas en toda Italia. En 1947 fundó la revista Arte Veneta, de cuya dirección también se hizo cargo. En el mismo año, fue nombrado Secretario General de la Bienal de Venecia, que organizó desde 1948 hasta 1954.
En 1950, se convirtió en catedrático de Historia Medieval y Moderna en la Universidad de Bolonia, y en 1956 de Historia del Arte moderno en la Universidad de Pavía. De 1958 a 1973, presidió el Consejo Científico del Centro Internacional de Estudios de Arquitectura Andrea Palladio, del que fundó y dirigió el Bollettino.
Desde 1968, socio de la Academia Nacional de los Linces, de la cual recibió en 1964 el Premio Ministro. Desde 1972 asumió la Dirección del Instituto de Historia del Arte de la Fundación Giorgio Cini, la cual recibió, en 1989, su rica fototeca. En 1979, dejó la enseñanza en la Universidad de Padua, y se dedicó principalmente a la historia del arte, publicando numerosos estudios recogidos en libros y revistas.

## Archivo y Fondo Rodolfo Pallucchini
Su biblioteca y el archivo personal fueron donados a la Universidad de Údine por sus hijas y herederas, Vittoria y Teresa, en 1989 y 2001 respectivamente. Se guarda en los fondos especiales de la biblioteca de Humanidades. El Fondo Pallucchini constituye una documentación que incluye más de cinco siglos de pintura veneciana, y representa una inestimable base documental para los estudios sobre la esta temática, especialmente de los siglos XIV, XV, XVII y XVIII.

## Algunos títulos importantes
- La pittura veneziana del Cinquecento (in 2 volumi, 1944)
- La giovinezza del Tintoretto (1950)
- Piazzetta (1956)
- Giovanni Bellini (1959)
- La pittura veneziana del 700 (1960)
- La pittura veneziana del 600 (1981)[9]